# Real Oviedo Vetusta
El Real Oviedo Vetusta es un club de fútbol de España, filial del Real Oviedo de la Primera División.
Actualmente juega en el Grupo I de la Segunda Federación, cuarta categoría del fútbol español. A diferencia de otras Ligas europeas y mundiales de fútbol, en España la regulación y las normativas que afectan a los equipos filiales permiten que estos puedan actuar como clubes profesionales a todos los efectos y pueden competir en el mismo sistema de Liga que el resto de equipos, en vez de jugar una Liga separada de equipos filiales. El filial no puede ascender a una categoría superior o igual del fútbol español a la del primer equipo.
Históricamente siempre actuó como un club de fútbol más dentro de la Real Federación Española de Fútbol (RFEF) y, por lo tanto, con los mismos derechos que cualquier otro en cuanto a las competiciones a disputar, pero en el año 1991 la Federación llevó a efecto un cambio en sus estatutos que afectó directamente a dichos equipos "B" o filiales. Desde ese momento se impidió la participación de estos equipos en la Copa del Rey
El Vetusta disputa sus partidos como local en el El Requexón.

## Historia

### El primer filial (1930-2003)
El primer filial del Real Oviedo fue fundado como Sportiva Ovetense en 1930. En 1941 pasó a denominarse Sociedad Deportiva Vetusta y, en 1943, recibió el nombre de Real Oviedo Aficionados. En 1991 el equipo cambió su denominación a Real Oviedo Club de Fútbol “B” y un año más tarde a Real Oviedo, SAD “B", con la transformación en Sociedad anónima deportiva del club matriz. 
En 1944 logró su primer título, el Torneo Federación Regional-1.ª Zona (Grupo Mixto), en ese año también inició su filialidad con el Real Oviedo. En la clasificación histórica de filiales de clubes españoles, el filial oviedista se sitúa en el puesto 21.º.[cita requerida] Sus mejores resultados en las seis participaciones en la Copa del Rey fueron llegar a segunda ronda en 1984 y 1985, siendo eliminados en ambas ocasiones por el Real Sporting de Gijón.

### El Real Oviedo Vetusta (2006-...)
En 2003, tras el descenso administrativo del Real Oviedo a Tercera División, categoría en la que se encontraba el filial, el equipo no pudo inscribirse en ninguna competición oficial por los problemas económicos que atravesaba el club. Tres años más tarde, se decidió inscribir al equipo filial en la categoría más baja del fútbol asturiano, la Segunda Regional. Tras dos años consecutivos terminando en segundo puesto, el 22 de junio de 2008 logró ganar la eliminatoria por el ascenso ante el Lada Langreo, con un resultado final de 3-1, y pudo disputar la temporada 2008-09 en Primera Regional. Este fue su primer ascenso después de siete años, cuando lo hizo a Segunda División B. El 10 de mayo de 2009, logró su segundo ascenso consecutivo, finalizando líder, y convirtiéndose directamente en equipo de Regional Preferente. El 16 de mayo de 2010, consiguió su tercer ascenso consecutivo, a la Tercera División, tras concluir en segunda posición.
El 27 de mayo de 2018, consiguió ascender a la Segunda División B de España, tras concluir la temporada como campeón de grupo.
Tres han sido las temporadas en las cuales el primer equipo, y su filial han ascendido respectivamente. La primera 1979-80, cuando el Real Oviedo ascendió a Segunda División, y el Real Oviedo "B" a Tercera División; la segunda en la temporada 1987-88, el primer equipo ascendió a Primera División, y su filial Segunda División B; la última en 2008-09, el Real Oviedo asciende a Segunda División B, y su filial a Regional Preferente.
Para la temporada 2021-22, el club se renombra de Real Oviedo "B" a Real Oviedo Vetusta.

## Uniforme
- Uniforme titular: camiseta azul, pantalón blanco y medias azules.
- Uniforme alternativo: equipación blanca con detalles verdes.

### Evolución histórica uniforme titular
Información:
| 1926-1932 (el blanco de la camiseta era de color amarillo) | 1926 - 1932 | 1943 - 1967 | 1967 - Actualidad |

## Estadio
El Real Oviedo Vetusta disputa habitualmente sus partidos como local  en el Campo n.º 1 en la Ciudad Deportiva El Requexón, con capacidad para unos 3000 espectadores. 
Es propiedad del club azul desde 1969 cuando adquirió los terrenos pero no fue hasta 1975 cuando se construyó el primer campo de fútbol para convertirlo en el lugar de entrenamiento del primer equipo.

## Datos del club

### Estadísticas
- Temporadas en Segunda División B: 14
  - Puesto actual en la Clasificación histórica de 2ª División B de España: 93
  - Partidos: 510
  - Puntos: 540
  - Temporada del debut: 1988-89
  - Última participación: 2020-21
  - Mejor puesto: 5.º (2018-19)
  - Peor puesto: 19.º (1988-89)
  - Puesto más repetido: 11.º, 12.º, 18.º, en dos ocasiones
  - Mayor número de temporadas consecutivas: 5 (1990-91 a 1994-95)
  - Menor número de temporadas consecutivas: 1 (1988-89 y 2001-02)

- Temporadas en Segunda Federación: 2.
  - Año del debut: 2022.
  - Última participación: 2023-24.
  - Mejor puesto: 7.º (1 vez): 2022-23.
  - Peor puesto: 16.º (1 vez): 2023-24.
  - Puesto más repetido: 7.º y 16.º en una ocasión.

- Temporadas en Tercera División: 34
  - Puesto actual en la Clasificación histórica de 3ª División de España: 102
  - Partidos: 1188
  - Puntos: 1550
  - Temporada del debut: 1933-34
  - Última participación: 2017-18
  - Mejor puesto: 1.º (1987-88, 1989-90 y 2017-18)
  - Peor puesto: 19.º (1970-71)
  - Puesto más repetido: 7.º, 9.º, en cuatro ocasiones
  - Mayor número de temporadas consecutivas: 9 (1962-63 a 1970-71 y 1979-80 a 1987-88)
  - Menor número de temporadas consecutivas: 1 (1933-34, 1989-90, 1995-96, 2000-01 y 2002-03)
- Participaciones en la Copa del Rey: 7
  - Mejor puesto: 1/32 de final 1984

- Temporadas en Tercera Federación: 1
  - Partidos: 38
  - Puntos: 75
  - Temporada del debut: 2021-22
  - Última participación: 2021-22
  - Mejor puesto: 1.º (2021-22)
  - Peor puesto: 1.º (2021-22)
  - Puesto más repetido: 1.º
  - Mayor número de temporadas consecutivas: 1 (2021-22)
  - Menor número de temporadas consecutivas: 1 (2021-22)

## Organigrama deportivo

### Plantilla y cuerpo técnico 2023-24
- Como exigen las normas de la RFEF desde la temporada 2019-20 en 2ªB y desde la 2020-21 para 3.ª, los jugadores de la primera plantilla deberán llevar los dorsales del 1 al 22, reservándose los números 1 y 13 para los porteros y el 25 para un eventual tercer portero. Los dorsales 23, 24 y del 26 en adelante serán para los futbolistas del juvenil A, y también serán fijos y nominales.[4]
- En 1.ª y 2.ª desde la temporada 1995-96 los jugadores con dorsales superiores al 25 son, a todos los efectos, jugadores del filial y como tales, podrán compaginar partidos con el primer y segundo equipo. Como exigen las normas de la LFP, los jugadores de la primera plantilla deberán llevar los dorsales del 1 al 25. Del 26 en adelante serán jugadores del equipo filial.
- Los equipos españoles están limitados a tener en la plantilla un máximo de tres jugadores sin pasaporte de la Unión Europea. La lista incluye solo la principal nacionalidad de cada jugador.La lista incluye sólo la principal nacionalidad de cada jugador. Algunos de los jugadores no europeos tienen doble nacionalidad de algún país de la UE:
  -  Santiago Román posee la doble nacionalidad mexicana y española.

## Jugadores

### Exjugadores
Pasaron por las filas del Real Oviedo Vetusta jugadores como:
| - Tensi - Chuso - Jony Rodríguez - Javi Venta | - Oli - Juan Luis Mora - César Martín - Chus Herrera | - Esteban Suárez - Luis Manuel - Armando Álvarez - Roberto Losada |

Por las categorías inferiores pasaron jugadores como Santi Cazorla, Juan Mata, Adrián López o Michu.

## Palmarés

### Torneos nacionales
- Tercera División (3): 1987-88, 1989-90 y 2017-18.
- Subcampeón de Tercera División (2): 1995-96, 2000-01.
- Subcampeón del Campeonato de España de Aficionados (1): 1985.

### Torneos autonómicos
- Campeonato de Asturias de Aficionados (8): 1932-33, 1964-65, 1977-78, 1980-81, 1981-82, 1982-83, 1983-84 y 1985-86.
- Subcampeón del Campeonato de Asturias de Aficionados (7): 1930-31, 1933-34, 1966-67, 1970-71, 1971-72, 1979-80 y 1984-85.
- Torneo Federación Regional-1.ª Zona (Grupo Mixto) (1): 1944-45

### Torneos amistosos
- Trofeo Villa de Jovellanos (7): 1982, 1989, 1991, 1992, 1993, 1995, 1998.
- Trofeo Hermanos Tarralva (4): 1994, 1997, 2015 y 2017.
- Trofeo San Roque (Vivero) (1): 2024.
- Trofeo Ramón Soto (1): 2024.
- Trofeo Memorial Mino (1): 2012.
- Torneo Concello de Ribadeo (1): 2012.
- Trofeo Villa de Laviana-Memorial Ricardito (1): 1993.